# SC Germania-Jahn Magdeburg
SC Germania-Jahn Magdeburg was een Duitse sportclub uit Maagdenburg in de deelstaat Saksen-Anhalt. De club was actief in atletiek, handbal en voetbal. De club kwam tot stand in 1934 door een fusie tussen Magdeburger SC Germania 1898 en VfL Jahn Magdeburg. 

## Geschiedenis

### Germania
In 1898 werd SC Germania 1898 opgericht. De club sloot zich aan bij de Maagdenburgse voetbalbond en speelde in 1900/01 in de eerste georganiseerde stadscompetitie. De club speelde drie wedstrijden en verloor met zware cijfers en degradeerde. Het volgende seizoen werd een herfst- en een voorjaarsronde gespeeld. Bij de voorjaarsronde speelde de club opnieuw in de hoogste klasse. De volgende jaren eindigde de club in de middenmoot. Vanaf 1905 speelde de club in de competitie van Midden-Elbe, die een voortzetting was van de Maagdenburgse competitie. Na enkele seizoenen middenmoot werd de club in 1910 vicekampioen achter FuCC Cricket-Viktoria 1897 Magdeburg. De volgende seizoenen eindigde de club weer in de middenmoot. Na 1914 nam de club niet meer deel aan de competitie tijdens de oorlogsjaren, hoewel deze wel gewoon door bleef lopen. Na de oorlog maakte de club in 1919 een rentree, intussen in de nieuwe en grotere Elbecompetitie. Na twee seizoenen degradeerde de club. Na een middelmatig seizoen werd de club in 1923 groepswinnaar en bereikte de finale om de titel, die ze van SV Dessau 05 verloren. Na dit seizoen werd de Elbecompetitie weer afgevoerd en vervangen door de oude Midden-Elbecompetitie. Na een voorlaatste plaats in het eerste seizoen degradeerden ze in 1925. De club kon onmiddellijk opnieuw promotie afdwingen. De club speelde tot 1930, zonder veel succes in de hoogste klasse. Na twee seizoenen kon de club promotie afdwingen. Bij de terugkeer eindigde de club op een respectabele vijfde plaats. Na dit seizoen werd de club slachtoffer van een competitiehervorming. De NSDAP kwam aan de macht in Duitsland en voerde zestien nieuwe grote competities in. Enkel de top drie plaatste zich voor de nieuwe Gauliga Mitte en de club speelde het volgende seizoen verder in de Bezirksklasse Magdeburg-Anhalt. 
Op 1 januari 1934 fuseerde de club met VfL Jahn Magdeburg, dat in 1919 opgericht was en enkel actief was in atletiek en handbal.

### Fusie
De fusieclub eindigde op een degradatieplaats en zakte naar de derde klasse. In 1944/45 werd de club door een verdere regionale opsplitsing van de Gauliga opgevist voor de hoogste klasse, echter werd het seizoen niet voltooid en is niet bekend of de club überhaupt een wedstrijd speelde. 
Na het einde van de Tweede Wereldoorlog werden alle Duitse voetbalclubs ontbonden. In Oost-Duitsland werd een groot aantal clubs, waaronder Germania-Jahn, niet meer heropgericht. Oud leden richtten wel SG West Magdeburg op dat intussen het huidige Magdeburger SV Börde 1949 is. 